# Sdružení obcí mikroregionu Litomyšlsko - Desinka
Sdružení obcí mikroregionu Litomyšlsko - Desinka je dobrovolný svazek obcí v okresu Svitavy, jeho sídlem je Dolní Újezd a jeho cílem je realizace strategického plánu trvale udržitelného rozvoje regionu svazku obcí a dalších aktivit v˙oblasti ekonomického rozvoje, rozvoje venkova, kvality života, ochrany životního prostředí, rozvoje cestovního ruchu, propagace regionu a vytváření příznivých vnitřních a vnějších vztahů schválených orgány svazku obcí. Svazek obcí může vyvíjet vlastní hospodářskou činnost. Sdružuje celkem 12 obcí a byl založen v roce 1999.

## Obce sdružené v mikroregionu
- Budislav
- Desná
- Dolní Újezd
- Horní Újezd
- Chotěnov
- Lubná
- Makov
- Morašice
- Osík
- Poříčí u Litomyšle
- Sebranice
- Vidlatá Seč